# Сандерсон, Ричард
Ричард Сандерсон (англ. Richard Sanderson; род. 5 марта 1953 года, в Тэплоу, Великобритания) — британский певец, известный своими песнями «Reality», «So Many Ways» и «She’s a Lady».

## Биография
Ричард Сандерсон родился в Англии в семье музыкантов шотландца и француженки, отец был барабанщиком, а мать играла на аккордеоне. Он рос в атмосфере любви к музыке, и вскоре сам стал музыкантом.
Ричард Сандерсон начал исполнять классическую музыку на пианино с пяти лет.
В 15 лет начал осваивать гитару, а двумя годами позже стал органистом в местной рок-группе Lover’s Love. Группа выпустила четыре сингла, один из них — Youth Has Gone (Amour De Papier) — песня, которую он впоследствии перепишет и назовёт Find a Reason Why. Тремя годами позже он становится официальным пианистом Нэнси Холлоувей и Дэвида Кристи.
В 21 год он создаёт свою собственную группу и выступает с концертами в отелях по всему миру. Потом он переезжает в Соединённые Штаты и выступает в составе многих коллективов и одновременно изучает гармонию и оркестровку в Музыкальном колледже в Беркли.
В 25 лет он возвращается в Англию и начинает работать в знаменитом Trident Studios. При поддержке лейбла Vogue Records он выпускает свой первый сольный сингл Un Vent de Folie под псевдонимом Ричард Лори.
В 1979 году выходит No Stickers Please, его первый музыкальный альбом. В Trident Studio он встретился со знаменитым композитором Владимиром Косма, после чего кандидатуру Ричарда утвердили для исполнения главной музыкальной темы в известнейшем фильме La Boum с Софи Марсо в главной роли. В этом фильме он исполняет песни «Reality», «Murky Turkey», и «Go On Forever». Эти песни были записаны на альбоме саундтреков к фильму, вместе с другими песнями из этого фильма, а также вышли как синглы.
Песня «Reality» стала хитом номер один в 15 странах, включая Францию, Германию, Италию и Швейцарию. Было продано 8 000 000 копий в Европе и Азии. В Германии, на DSDS, немецкой версии American Idol, было сделано много аранжировок этой популярной композиции.
В 1982 году на студии Polygram Сандерсон записывает новый альбом, I’m in Love. Его немецкая версия отличается от французской двумя треками: «Not Made for Me» и «Reality». Сингл «She’s a Lady» из этого альбома стал номером один в Италии и занял четвёртое место в Европе и Азии, будучи продан тремя миллионами копий. Альбом Surprise был выпущен в 1982 году с песнями из фильма «Бум 2», спетыми самим Ричардом вместо Cook da Books и Фредди Майера. Сейчас этот альбом — большая редкость.
Альбом Fairy Tale был записан в 1984 году как саундтрек к фильму L’unique. В формате CD он вышел тремя годами позже.
В 1987 году Ричард Сандерсон выпускает альбом Reality под наклейкой Carrere и Songs for Lovers под наклейкой Blow Up.
В 35 лет он начинает работать над музыкой к фильмам и становится официальным композитором Даниэла Костелло, режиссёра многих документальных фильмов, таких как La Victoire en Couleurs, который был номинирован на премию Эмми в 1995 году как лучший иностранный фильм.
В 1990 году он выпускает свой последний музыкальный альбом, Anytime at All. Композиция When the Night Comes из этого альбома заняла первое место в хит-параде в Азии, а сингл So Many Ways попадает в первую десятку лучших песен в Radio Free Asia.
Он был продюсером Барбары Хендрикс и сделал несколько альбомов еврейской музыки. Красота этих шабатских песен вдохновила его записать некоторые из них на английском языке с современной оркестровкой. Его альбом Legend: Visiting the Testament был выпущен в 1999 году.
В 2009 году он сделал альбом Re-creation, где он поёт свои любимые песни.
В 2011 году он выпускает Sings the Classics (Re-creation под наклейкой Sound and Vision).
У Сандерсона есть два альбома-сборника: The Best of Richard Sanderson, выпущенный в 1984 году двухдисковым альбомом, и Greatest Hits: The Very Best of Richard Sanderson, выпущенный в 2010 году, тоже двухдисковый, где первый CD содержал цифровые обработки его хитов, а второй — кавер-версии его лучших песен.
Он написал музыку для четырёх фильмов: Resonnances, Acharnes, Adam et Eve, C’est facile et ca peut rapporter.. и телевизионного мини-сериала Unknown Images: The Vietnam War.
В настоящее время Ричард Сандерсон вместе с женой и тремя дочерьми, Мелоди, Офелией и Ангелиной проживает недалеко от Парижа.

## Дискография

### Альбомы
- 1979: No Stickers Please
- 1980: La Boum Original Soundtrack
- 1981: I’m In Love
- 1982: Surprise (with songs from the film La Boum 2)
- 1984: Fairy Tale (film score of the film L’unique)
- 1987: Reality
- 1987: Songs For Lovers
- 1990: Anytime At All
- 1999: Legend: Visiting The Testament
- 2009: The Setland L.P.
- 2009: Re-creátion
- 2011: Silt
- 2011: Sings The Classics

### Сборники
- 1984: The Best of Richard Sanderson
- 2010: Greatest Hits: The Best of Richard Sanderson

### Синглы
- 1971: Youth Has Gone (Amour Du Papier)/After Yours with Lover’s Love
- 1971: Le Balayeur de Harlem/Comme un Enfant with Lover’s Love
- 1979: Un Vent de Folie/Viens Voir un film de Fred Astaire as Richard Lory
- 1979: Never Let You Go
- 1980: Reality
- 1980: I Feel The Music
- 1980: Go On Forever
- 1980: Reality/Swingin' Around
- 1981: She’s a Lady/Junie Bug
- 1981: When I’m In Love/Close The Gate
- 1982: Your Eyes/Playground
- 1982: L’Hôtel/Une Semaine Avec Toi
- 1982: Lovely Lady
- 1983: Stiamo Insieme/L’Hôtel
- 1983: Sun
- 1983: Check On The List/Let There Be Belief
- 1984: Find A Reason Why
- 1984: See What’s Going On
- 1984: Check On The List/Something New
- 1987: Lovely Lady
- 1988: So Many Ways
- 1988: Maybe You’re Wrong
- 1990: When The Night Comes
- 1990: Anytime At All